# 국민자유주의
국민자유주의(國民自由主義, 영어: National liberalism)는 국민주의와 교육, 국가-종교의 관계 등 자유주의 정책, 그리고 경제적 자유주의를 결합한 일종의 변종적 자유주의이다. 그 기원은 고전적 자유주의가 당시 군주제를 채택하고 있던 거의 대부분의 유럽 국가의 이데올로기가 된 19세기 것으로 보인다. 또한 현재에도 오스트리아를 포함하여 주로 독일어권 국가에서 국민자유주의 정당이 존재한다.

## 같이 보기
- 자유
- 평등
- 자유주의 (교육사상)
- 정치성향